# Max Zweiniger
Max Zweiniger (* 1862; † 1910) war ein deutscher Komponist und Chorleiter.

## Kompositionen
- Rondo brillante
- Schlummerlied, Coro maschile, As-Dur, 1882
- Es deckt die Nacht mit tiefer Ruh
- Weiht euch dem Gottesreich, Coro maschile, Es-Dur
- Die linden Lüfte sind erwacht, Coro maschile, As-Dur
- Singet dem Gesang zu Ehren, Coro maschile, Es-Dur
- Des Sängers Abschied vom Tannenwald
- Deutschland werde groß und frei, Coro maschile, D-Dur
- Souvenir an Lola
- Ich wollt’ wenn nur das Wünschen hülf’
- Gute Nacht, Coro maschile, E-Dur
- Du bist nun müd’